# Pont de la Pau
El pont de la Pau (georgià: მშვიდობის ხიდი, mshvidobis khidi) és un pont de vianants en forma d'arc d'acer i vidre il·luminat amb nombrosos LED, sobre el riu Kura, que uneix el parc Rike amb el nucli antic del centre de Tbilisi. Des de la seva inauguració el 2010, l'estructura s'ha convertit en un important via de vianants a la ciutat, així com en una important atracció turística i un dels monuments més reconeguts de la capital.

## Història
El pont, que s'estén 150 m sobre el riu Kura va ser encarregat per l'Ajuntament de Tbilisi per crear un element de disseny contemporani que connecti el Vell Tbilisi amb el nou districte. La inauguració oficial va tenir lloc el 6 de maig de 2010. El pont s'estén sobre el riu Kura i ofereix una vista de l'església de Metekhi, l'estàtua del fundador de la ciutat, Vakhtang Gorgasali, i la fortalesa de Narikala per un costat, i el pont de Baratashvili i el Palau Cerimonial de Geòrgia per l'altre.

## Disseny

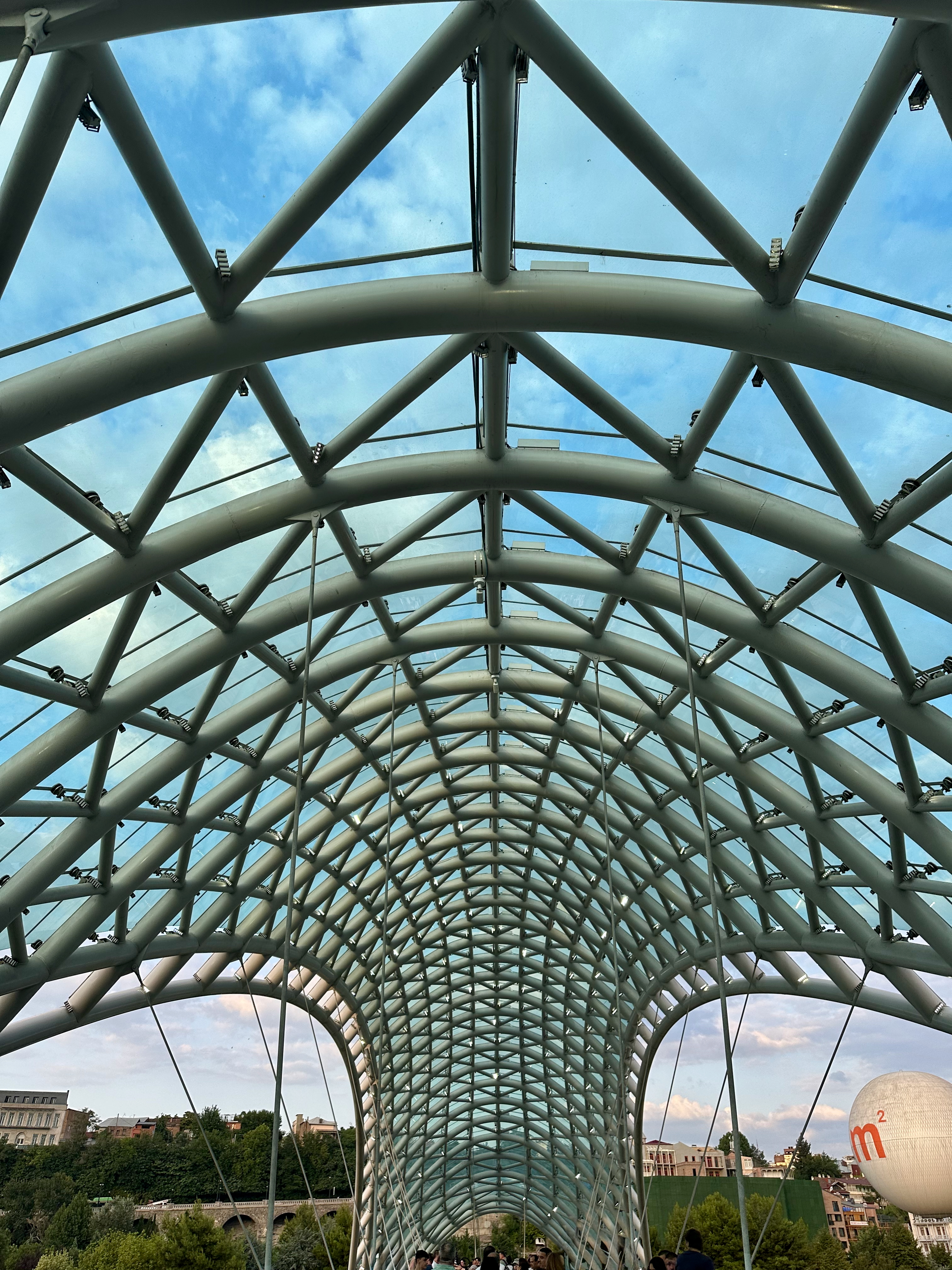
Pont de la pau, sostre

El pont va ser dissenyat per l'arquitecte italià Michele De Lucchi, que també havia dissenyat els edificis del Palau Cerimonial de Geòrgia i del Ministeri de l'Interior a Tbilisi; el disseny d'il·luminació va ser creat pel dissenyador d'il·luminació francès Philippe Martinaud. L'estructura del pont va ser construïda a Itàlia i transportada a Tbilisi en 200 camions, mentre que la il·luminació es va instal·lar in situ durant el muntatge de les estructures.
El pont, amb un disseny que recorda un animal marí, té una coberta corbada d'acer i vidre que brilla amb una pantalla de llum interactiva a la nit, generada per milers de LED blancs. La teulada està equipada amb 1.208 llums LED personalitzades. Els panells de vidre de la barana que recorren tota la longitud de la passarel·la estan equipats amb matrius de LED lineals de baix consum integrades.
La il·luminació, que està en funcionament des de 90 minuts abans de la posta de sol fins 90 minuts després de la sortida del sol, compta amb quatre programes d'il·luminació diferents que funcionen a la teulada cada hora. De vegades, el pont s'il·lumina en ones d'un costat a l'altre del riu. Altres vegades, el patró comença amb una banda de llum a cada extrem, continuant des de qualsevol direcció fins que la llum es troba al mig i es va esvaint abans de començar de nou. El tercer programa comença encenent els llums exteriors de la línia de la teulada i després il·lumina breument tota la teulada abans d'enfosquir-se completament. El quart programa fa que la teulada brilli com estrelles a mesura que diferents grups de llums s'encenen i s'atenuen al llarg de tota la longitud del pont.

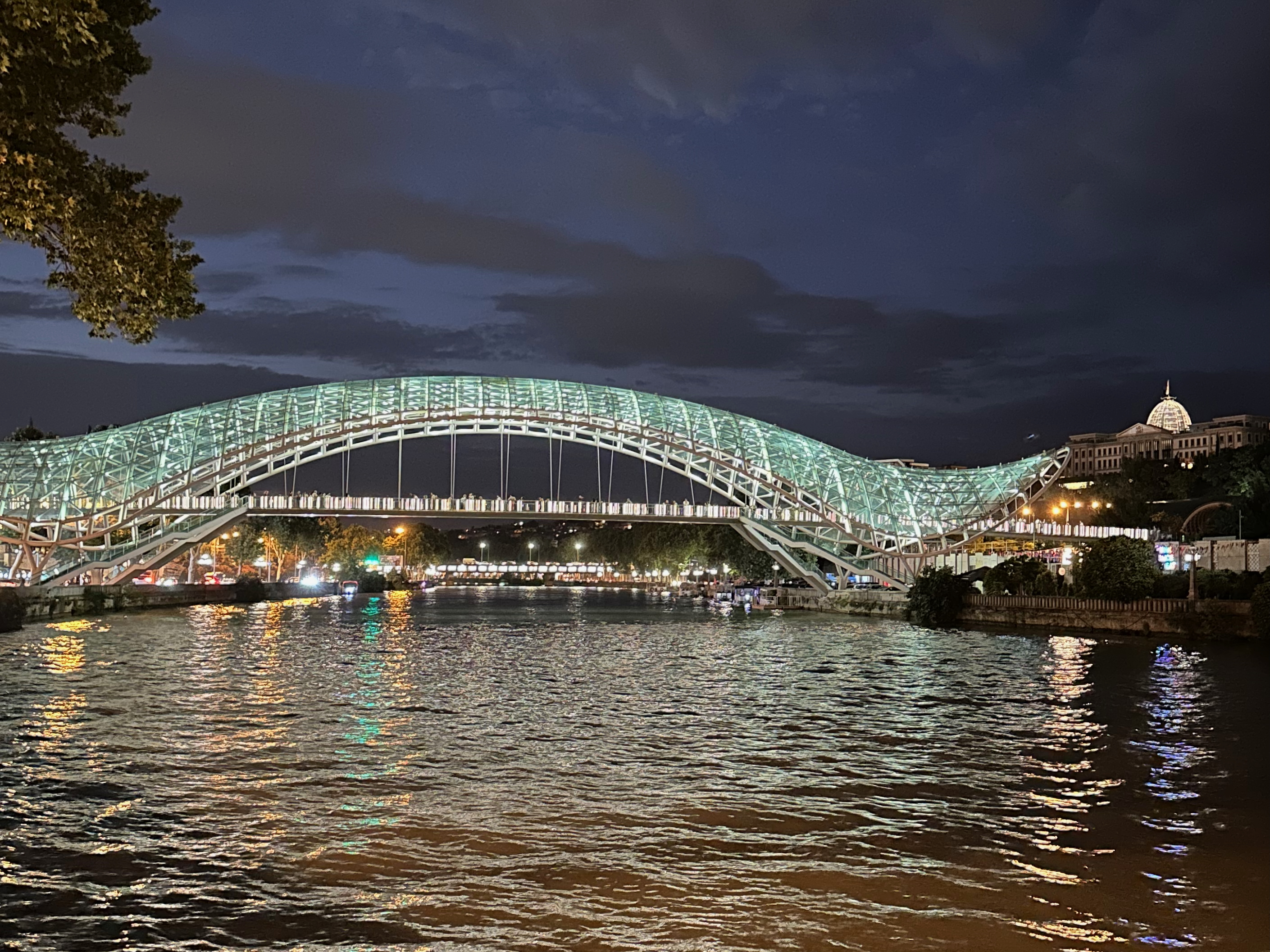
Pont de la pau de nit

Dins del pas del pont, les matrius de LED lineals de baix consum integrades a les baranes de vidre s'activen mitjançant 240 sensors de moviment a mesura que passen els vianants, fent l'efecte que els llums del pont s'encenen per cada persona que hi posa un peu. A més, un missatge en codi Morse que representa la taula periòdica dels elements travessa dos parapets cada hora. El dissenyador de llums Martinaud considera aquesta comunicació com una celebració de la "vida i la pau entre les persones".

## Crítica
La construcció d'un nou pont d'acer i vidre al districte històric de Tbilisi va ser controvertida. Diversos polítics de l'oposició, arquitectes i urbanistes van desencadenar crítiques, queixant-se que el pont dominava indegudament el nucli antic i ocultava els antics monuments arquitectònics de la zona.